# Camp escalar
En matemàtiques i física, un camp escalar és un camp que associa un valor escalar a cada punt d'un espai. El valor pot ser un nombre matemàtic, o una quantitat física. Els camps escalars són sovint emprats en física, per exemple per a indicar la distribució de temperatura a través de l'espai, o la pressió de l'aire.
En termes matemàtics un camp escalar és una funció de {\displaystyle \mathbb {R} ^{n}\to \mathbb {R} }, que associa cada punt d'un espai vectorial amb un nombre o escalar {\displaystyle f\left(x_{1},x_{2},\dots ,x_{n}\right)}. Aquesta funció també és coneguda com a  funció de punt o  funció escalar .

## Camps escalars en física
En física clàssica no relativista els camps electroestàtic i gravitatori són tractats com a camps escalars. En mecànica de fluids la pressió pot ser tractada com un camp escalar, o la distribució de temperatura sobre un cos. Tots aquests camps són classificats com a camps escalars per a la seva descripció matemàtica. Una construcció que caracteritza els camps escalars són les superfícies equipotencials que són el conjunt de punts sobre el qual la funció pren un mateix valor.
En física quàntica, s'utilitza el terme "camp escalar" d'una manera més restringida, s'aplica a descriure el camp associat a partícules d'espín nul (bosó escalar).